# Yuthok Yonten Gonpo, le jeune
Yuthok Yonten Gonpo (1126-1202, dit le jeune) fut un lama et un médecin important du Tibet qui a modifié et complété les « Quatre tantras médicaux » (tibétain : rGyud-bZhi), ouvrage fondateur de la médecine tibétaine traditionnelle, intégrant différents éléments des médecines de Perse, d'Inde et de Chine. 
Né en 1126, il est le 13e descendant de Yutok Yonten Gonpo. Il fut considéré comme l'un des plus grands médecins depuis son ancêtre, il étudia longuement la médecine, notamment en Inde et au Népal, et il modifia et compléta le rGyud-bZhi. Il laissa également un second "trésor", la tradition spirituelle laïque (et Rimey) du Yuthok Nyingthig (en), la Quintessence de l'Enseignement de Yuthok, étudiée par tous les médecins traditionnels quelle que soit leur tradition spirituelle de départ.
Plus d'informations sur Yuthok Yonten Gompo le Jeune
Plus d'informations sur la médecine tibétaine traditionnelle
Plus d'informations sur la lignée du Yuthok Nyingthig (eng)
Plus d'informations sur la tradition du Yuthok Nyingthig (fr)